# SuperClash
SuperClash è stato un evento di wrestling prodotto dalla American Wrestling Association tra il 1985 e il 1990. La terza edizione fu l'unica ad essere trasmessa in pay-per-view. L'evento era spesso co-promosso in collaborazione con altre federazioni di wrestling statunitensi. La AWA produsse un totale di quattro edizioni di SuperClash.

## Edizioni
| Evento         | Data              | Città         | Luogo                   | Main Event |
| -------------- | ----------------- | ------------- | ----------------------- | --- |
| SuperClash     | 28 settembre 1985 | Chicago       | Comiskey Park           | Rick Martel (c) vs. Stan Hansen per l'AWA World Heavyweight Championship                                                               |
| SuperClash II  | 2 maggio 1987     | San Francisco | Cow Palace              | Nick Bockwinkel (c) vs. Curt Hennig per l'AWA World Heavyweight Championship                                                           |
| SuperClash III | 13 dicembre 1988  | Chicago       | UIC Pavilion            | Jerry Lawler (AWA) vs. Kerry Von Erich (WCCW) - AWA World Heavyweight Championship vs. WCWA World Heavyweight Championship title match |
| SuperClash IV  | 8 aprile 1990     | Saint Paul    | Saint Paul Civic Center | Mr. Saito (c) vs. Larry Zbyszko per l'AWA World Heavyweight Championship                                                               |